# Herpysma
Herpysma es un género monotípico de orquídeas perteneciente a la subfamilia Orchidoideae. Su única especie: Herpysma longicaulis Lindl., Gen. Sp. Orchid. Pl.: 506 (1840), se encuentra en el Himalaya hasta China (oeste de Yunnan) y Sumatra.

## Sinonimia
- Physurus bracteatus Blume, Coll. Orchid.: 97 (1859).
- Erythrodes bracteata (Blume) Schltr. in K.M.Schumann & C.A.G.Lauterbach, Fl. Schutzgeb. Südsee, Nachtr.: 87 (1905).
- Herpysma sumatrana Carr, J. Malayan Branch Roy. Asiat. Soc. 11: 69 (1933).
- Herpysma bracteata (Blume) J.J.Sm., Blumea 1: 213 (1934).[1]